# Music×serendipity
music × serendipity（ミュージック・セレンディピティ。通称：Mセレ / ミューセレ）はLOVE FMで放送されているラジオ番組である。月曜 - 金曜 15:00 - 19:00に、ソラリアプラザ1階 LOVE FM パークサイドスタジオ（通称：ラブスタ）から放送されている。2013年10月1日放送開始。

## 概要
平日夕方に放送されるワイド番組である。キャッチコピーは「音楽で幸運を!」。
ON AIRされる楽曲は18時台はJ-POP、それ以外の時間帯は洋楽を中心に選曲されている。
2017年12月1日から2022年12月30日までは、AbemaTV「AbemaRADIO」チャンネルで配信されていた。
2021年6月1日、放送2000回を迎えた。
2025年3月31日、放送3000回を迎えた。

## 放送・配信時間
いずれもJST。
ラジオ
- LOVE FM
  - 月曜 - 金曜 15:00 - 19:00（2022年4月 - ）

インターネット配信
- ツイキャス・インスタライブ  -  18時台 J-ZONE ゲスト時に不定期に配信中
  - ツイキャス (https://twitcasting.tv/761musics)
  - インスタライブ (https://www.instagram.com/761musics/)
- YouTubeライブ  -  18時台 J-ZONE時のみ配信中
  - LOVE FM Official Channel (https://www.youtube.com/@lovefm761)

### 過去
ラジオ
- LOVE FM
  - 月曜 - 金曜 15:30 - 19:30（2020年4月 - 2022年3月）
  - 月曜 - 金曜 16:00 - 20:00（2019年10月 - 2020年3月）
  - 月曜 - 水曜,金曜 16:00 - 20:00、木曜 16:00 - 19:30（2018年4月 - 2019年9月）
  - 月曜 - 木曜 16:00 - 20:00、金曜 16:00 - 19:30（ - 2018年3月）

インターネット配信
- AbemaRADIO
  - 月曜 - 木曜 16:00 - 19:00、金曜 16:00 - 19:30 (2017年12月 - 2018年3月)
  - 月曜 - 木曜 16:00 - 19:00（2017年12月 - 2022年12月[注 1][6]）
  - 金曜 16:00 - 19:00（2018年10月 - 2022年12月[注 1][6])

## DJ
| 期間       | 期間       | 月曜       | 火曜       | 水曜   | 木曜                | 金曜              |
| ---------- | ---------- | ---------- | ---------- | ------ | ------------------- | ----------------- |
| 2013.10.01 | 2018.03.30 | TOM G      | TOM G      | Sakiko | Sakiko              | Sakiko            |
| 2018.04.02 | 2020.04.03 | TOM G      | TOM G      | Sakiko | Sakiko              | ALEX YURI         |
| 2020.04.06 | 2021.10.01 | TOM G      | ジェフ太郎 | Sakiko | Sakiko              | ALEX YURI         |
| 2021.10.04 | 2022.09.30 | ジェフ太郎 | ジェフ太郎 | Sakiko | Sakiko              | ALEX YURI         |
| 2022.10.03 | 2023.03.31 | ジェフ太郎 | ジェフ太郎 | Sakiko | Sakiko              | ALEX くわはらゆみ |
| 2023.04.03 | 現在       | ジェフ太郎 | ジェフ太郎 | Sakiko | Sakiko くわはらゆみ | ALEX KIM.YURI     |

代理パーソナリティ
- ALEXの代理
- Sakiko（2019年12月27日、2021年9月10日）
- Sakikoの代理
- LUE（2014年8月27日）
- TOM G（2014年8月28日）
- TOM Gの代理
  - Anna（2019年10月7日）
  - Sakiko（2014年7月21日、9月23日、11月24日、2015年10月26・27日、11月23日、2016年5月3日、5月23日、7月18日、2017年12月18日、2018年1月16日、3月6日、2019年2月5日、6月24日、10月1日・8日、11月5日）
  - ALEX（2017年2月28日、2021年7月19日・8月2日・16日・30日）
  - ジェフ太郎（2021年7月26日・8月9日・23日・9月6日）
  - YURI（2017年2月28日）
  - LUE（2015年2月17日）
- ジェフ太郎の代理
  - ALEX（2021年10月11日・25日）
  - 佐藤ともやす（2022年9月13日・2024年2月6日、7月2日）
  - Sakiko（2022年9月14日・2024年2月5日、7月1日）
  - Anna（2023年3月14日）

## 主なコーナー
現在
- 15:00 - 15:30 Mセレ 電リクライン
- 15:41 Headline News（日本語/英語）
- 15:44 Weather Report（日本語/英語）
- 16:25
  - さがけいば×serendipity（第2・4木曜）…佐賀県競馬組合提供
- 16:30 NEW DISCOVERY（火・水・木曜）
- 16:45 Headline News（日本語/英語）…西日本シティ銀行提供（月・水・金曜）
- 17時台 クイズコーナー
- 17:05 HOT TRAX INDEX
- 17:25 FUKUOKA WINE STORY（第4木曜）提供:AES JAPON 株式会社
- 17:40 Headline News（日本語）
- 17:45 Weather Report（日本語）…九電工提供
- 17:59 やさしい日本語（不定期）…福岡市提供
- 18:00 J-ZONE
- 18:40
  - Sing A Song（金曜不定期）

過去
- 西鉄沿線トリップ…西鉄提供
- 西鉄ニュース…西鉄提供
- 不動産SHOPナカジツ presents “マイホーム・マルシェ”…不動産SHOPナカジツ提供
- ALEX×YURIX ～アレユリ～
- YURI&Alexのマネークイズ
- SPORTS UPDATE
- IN&OUT
- 英語でDOU YOU KNOW?
- ゼンカイホッカイドー（月曜、2022年7月・8月）…AIRDO提供
- アメージングタイランド!気軽にタイ気分!!（金曜）…タイ国政府観光庁提供
- 「WeLoveFarmStay!」農泊RADIO（第2・4火曜）…福岡県農林水産部 食の安全・地産地消課提供
- 新鍋理沙の HEART of SPRINGS（月曜）…久光スプリングス提供
- ラッキーチョイスインフォメーション（月曜）…ドコモショップざっしょのくま店・d garden星見ヶ丘店提供
- 音楽居酒屋一曲入魂（木曜）出演:すー大将
- LinQ「カワイイ女子旅ココしっと〜と？」（金曜）…ネッツトヨタ西日本提供
- ジモラブ♥セレンディピティ（第4火曜）MAX ENTERTAINMENT提供